# Odiellus seoanei
Odiellus seoanei is een hooiwagen uit de familie echte hooiwagens (Phalangiidae).